# میانگان

نقشه جهان که در آن عرض‌های جغرافیایی میانی (میانگان) با رنگ قرمز مشخص شده‌اند.

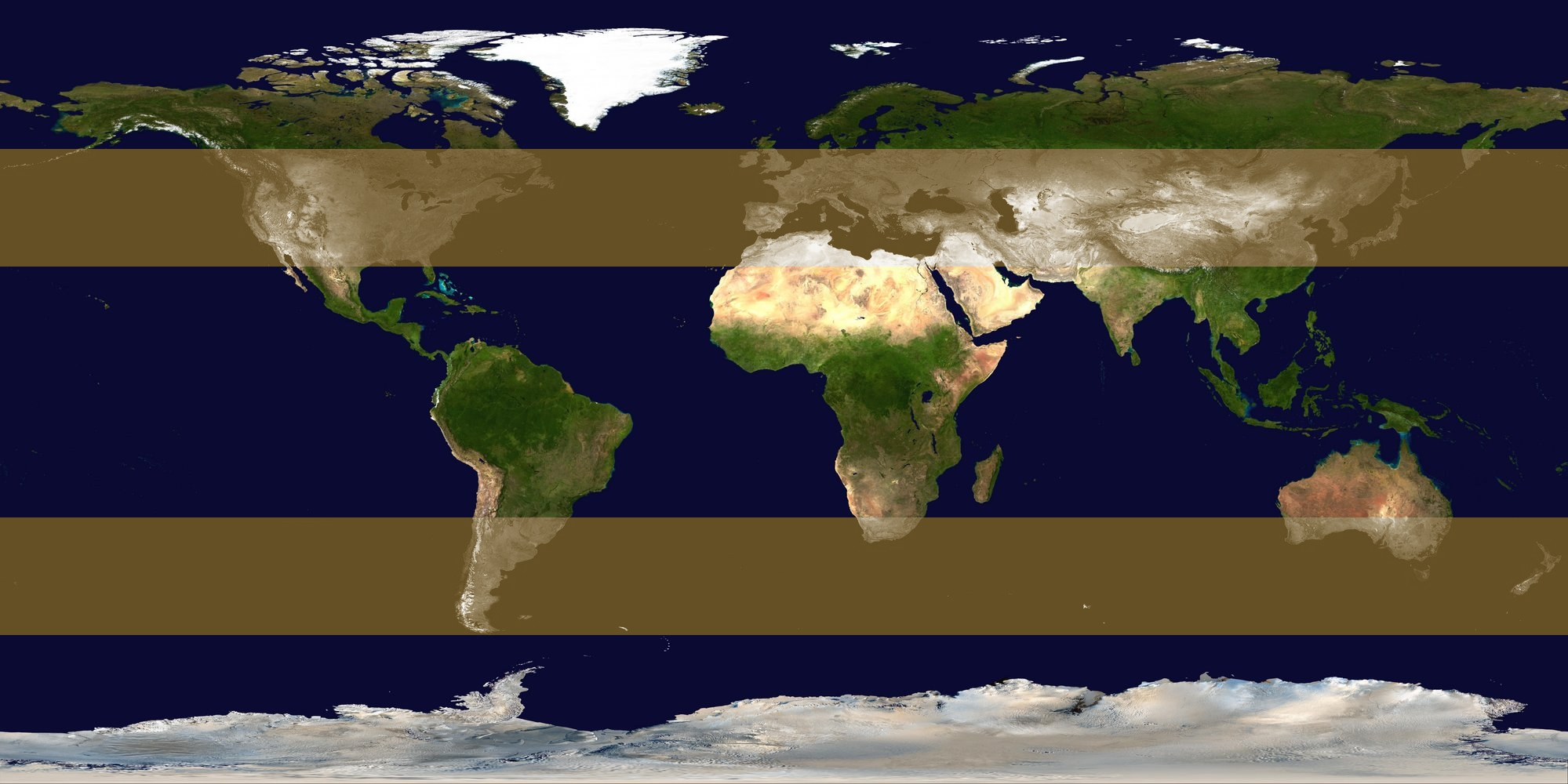
مناطق شکل‌گیری چرخند برون‌حاره‌ای.

میانگان (انگلیسی: Middle latitudes) یا عرض‌های جغرافیایی میانه یا عرض‌های جغرافیایی معتدله، مناطقی از زمین هستند که میان مدار رأس‌السرطان (در عرض جغرافیایی ۲۳°۲۶′۰۹٫۶″ شمالی) تا مدار شمالگان (۶۶°۳۳′۵۰٫۴″ شمالی) و مدار رأس‌الجدی (۲۳°۲۶′۰۹٫۶″ جنوبی) تا مدار جنوبگان (۶۶°۳۳′۵۰٫۴″ جنوبی) قرار دارند. منطقه میانگان، پهنه‌های جنب‌مدارگان و مناطق معتدل زمین را در بر می‌گیرد که بین دو منطقه مدارگان و مدارهای قطبی واقع شده است.
جبهه‌های هوا و چرخندهای برون‌حارّه‌ای به همراه چرخند حارّه‌ای یا جنب‌حارّه‌ای معمولاً در این منطقه یافت می‌شوند که از مناطق شکل‌گیری خود در مناطق نزدیک‌تر به استوا آمده‌اند.
بادهای غالب در عرض‌های جغرافیایی میانی اغلب بسیار قوی هستند. این مناطق از جهان همچنین شاهد تنوع گسترده‌ای از هوای در حال تغییر سریع مانند توده‌های هوای با منشأ قطبی و توده‌های هوای گرم از مناطق حارّه‌ای هستند که دائماً آن‌ها را به سمت یکدیگر به بالا و پایین رانده، و به‌ویژه در منطقه بادهای چهلگان (عرض‌های جغرافیایی بین °۴۰ و °۵۰ در هر دو نیم‌کره) گاهی طی چند ساعت جایگزین یکدیگر می‌شوند؛ اگرچه بادهای نیم‌کره شمالی به دلیل وجود خشکی‌های بزرگ آمریکای شمالی، اروپا و آسیا، به اندازه بادهای نیم‌کره جنوبی قوی نیستند.
در منطقه میانگان پنج نوع اقلیم (آب و هوا) وجود دارد که عبارتند از: مدیترانه‌ای، جنب‌حارّه‌ای مرطوب، اقیانوسی، قاره‌ای مرطوب و جنب‌شمالگان.